# Pápakovácsi
Pápakovácsi község Veszprém vármegyében, a Pápai járásban.

## Fekvése
Pápa déli szomszédságában fekszik. A további szomszéd települések: északkelet felől a Pápához tartozó Tapolcafő, délkelet felől Döbrönte, dél felől Ganna, délnyugat felől Kup, északnyugat felől pedig Nóráp.

### Megközelítése
A községen, annak főutcájaként a 8402-es út halad végig, amely a 8-as főút devecseri szakaszától Noszlopon és Bakonypölöskén át egészen a 83-as főút pápai elkerülőjéig húzódik. A 83-as főúttól Pápakovácsi mindössze 4 kilométeres letéréssel elérhető; a 8-as főúttól való távolsága valamivel kevesebb, mint 20 kilométer.
A 8402-es útnak két elágazása is van a község területén: az északi falurészben a 84 109-es számú mellékút csatlakozik hozzá, amely a 8403-as út kéttornyúlaki szakaszától Nórápon át húzódik idáig, déli szélén pedig a 8409-es út ágazik ki belőle, Ganna és Döbrönte felé.
Vasútvonal nem érinti a települést, a legközelebbi vasúti csatlakozási lehetőség a Győr–Celldömölk-vasútvonal, a Pápa–Csorna-vasútvonal és a már megszűnt Környe–Pápa-vasútvonal közös szakaszának Pápa vasútállomása, Pápa központjának északnyugati részén, Pápakovácsitól jó 10 kilométerre.

## Története
Pápakovácsi nevét 1230-ban említette először oklevél Koachy néven. A települést valószínűleg a pápai vár kovácsai lakták.
A 16. században az Esterházy uradalom szomszédságában fekvő települést nemesi családok lakóhelye volt.
A 17. században a  gróf Somogyi család birtoka lett, később régi birtokosai mellett az Esterházy család is birtokos lett itt.
A 18. századra lakói főleg zsellérek voltak, akik az itt birtokos pápai Esterházyak, a Somogyiak és a század végétől a Vallis grófok földjein dolgoztak.
1910-ben 848 lakosából 827 magyar, 19 német volt. Ebből 720 római katolikus, 142 református volt.
A 20. század elején Veszprém vármegye Pápai járásához tartozott.
A községhez tartozott egykor Attya puszta, Ó  Döbrönte, Gyula major is, melyek közül Attya puszta a középkorban kisbirtokos nemesek lakhelye volt, de 1544-ben a török elpusztították.

## Közélete

### Polgármesterei
- 1990–1994: Agg Sándor (független)[3]
- 1994–1998: Agg Sándor (független)[4]
- 1998–2002: Agg Sándor (független)[5]
- 2002–2006: Agg Sándor (független)[6]
- 2006–2010: Vilman Csaba (független)[7]
- 2010–2014: Ifj. Burghardt Ferenc (független)[8]
- 2014–2019: Burghardt Ferenc (független)[9]
- 2019–2024: Burghardt Ferenc (független)[10]
- 2024– : Burghardt Ferenc (független)[1]

## Népesség
A település népességének változása:
| Lakosok száma | 573  | 586  | 582  | 532  | 540  | 510  | 514  |
|               | 2013 | 2014 | 2015 | 2021 | 2022 | 2023 | 2024 |

A 2011-es népszámlálás során a lakosok 93,7%-a magyarnak, 7,6% németnek, 0,5% cigánynak, 0,2% bolgárnak mondta magát (6,2% nem nyilatkozott; a kettős identitások miatt a végösszeg nagyobb lehet 100%-nál). A vallási megoszlás a következő volt: római katolikus 59,8%, református 12%, evangélikus 5,5%, felekezeten kívüli 4,8% (13,8% nem nyilatkozott).
2022-ben a lakosság 92%-a vallotta magát magyarnak, 3,1% németnek, 0,2% cigánynak, 0,2% lengyelnek, 0,9% egyéb, nem hazai nemzetiségűnek (8% nem nyilatkozott; a kettős identitások miatt a végösszeg nagyobb lehet 100%-nál). Vallásuk szerint 49,6% volt római katolikus, 10,6% református, 6,3% evangélikus, 4,8% egyéb keresztény, 0,7% egyéb katolikus, 2,8% felekezeten kívüli (25,2% nem válaszolt).

## Nevezetességei
- Szent Anna-templom, késő barokk, 1787–1793
- Somogyi-kastély, barokk, 18. század, klasszicista stílusban átépítve 1816-ban
- Nepomuki Szent János-szobor, 1794
- Szent Vendel-szobor

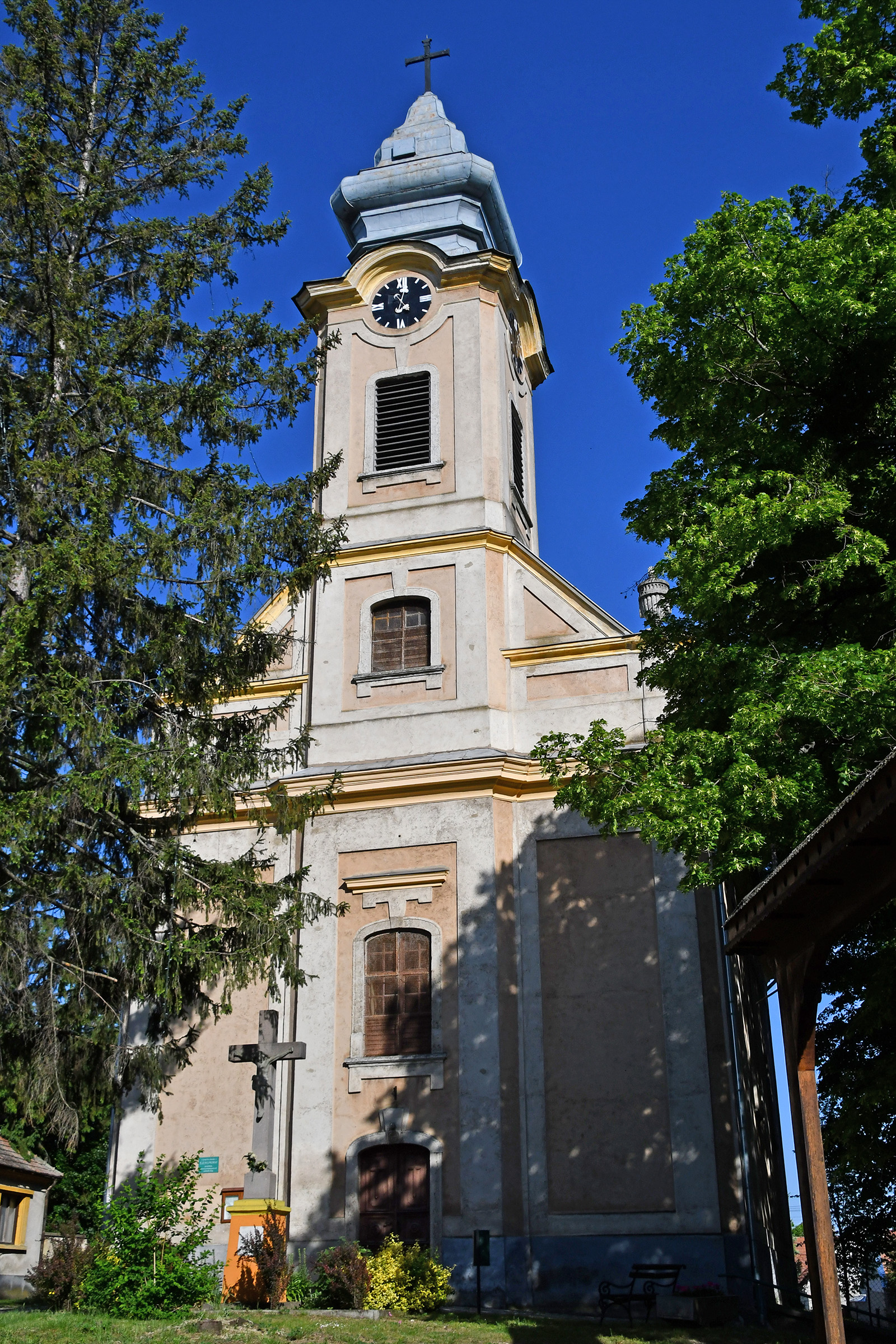
Római katolikus Szent Anna-templom
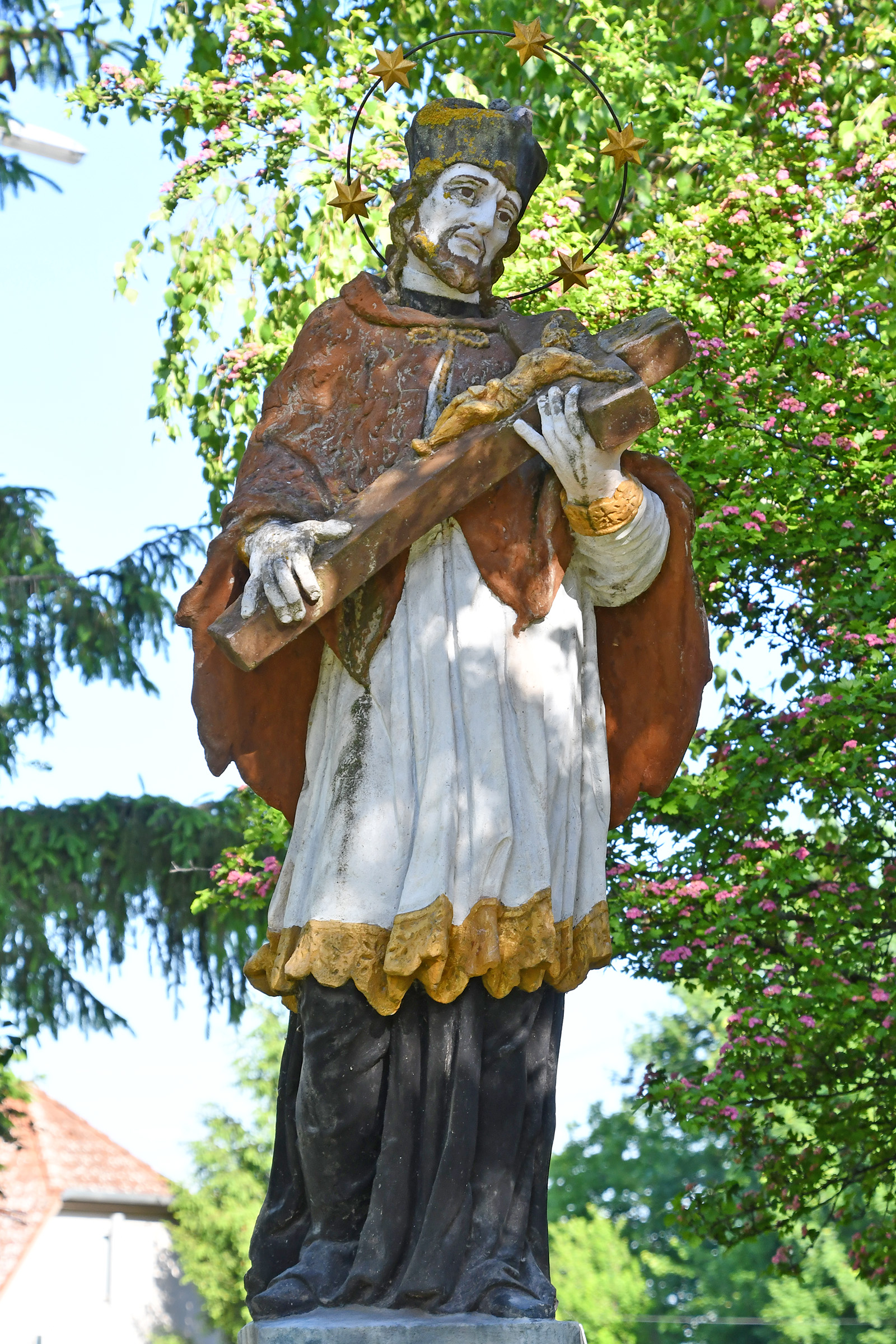
Nepomuki Szent János-szobor
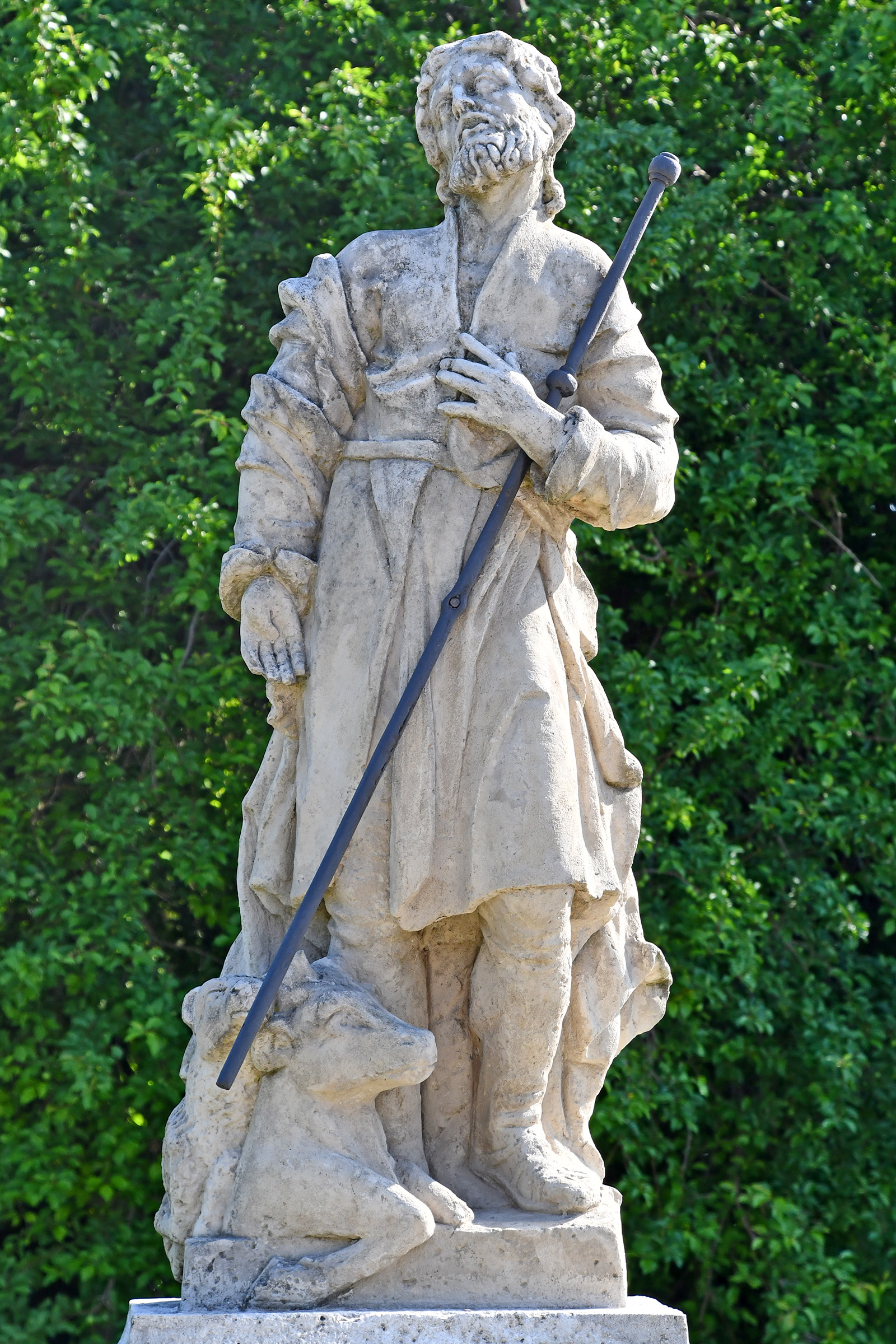
Szent Vendel-szobor

## Híres emberek
- Itt volt plébános és itt halt meg 1858. február 5-én Vidovics Ágoston író, nyelvész, lelkész.